# 美體小舖
美體小舖 （英語：The Body Shop International plc，以The Body Shop之名行銷於市場），是一家由Aurelius擁有的英國化妝品和護膚用品公司。

## 历史
由安妮塔·羅迪克成立於1976年，目前擁有1,200種產品，在61個國家的2,605家專賣店銷售。該公司總部位於西薩塞克斯郡的利特爾漢普頓。
2017年7月5日，巴西Nautura斥資10億歐元向法國歐萊雅集團收購美體小舖。2023年11月，由Aurelius集團收購。

## 全球店舖
- 1976：英国
- 1978：比利时
- 1979：奥地利，希腊，瑞典
- 1980：冰岛，加拿大
- 1981：丹麦，爱尔兰，芬兰
- 1982：法国，荷兰
- 1983：塞浦路斯，德国，瑞士，新加坡，澳大利亚
- 1984：意大利，马来西亚
- 1985：挪威，巴哈马，巴林
- 1986：葡萄牙，西班牙，科威特，阿曼，香港[4]
- 1987：马耳他，安提瓜岛，百慕大，卡塔尔，沙特阿拉伯
- 1988：直布罗陀，美国，台湾[5]
- 1989：开曼群岛，新西兰
- 1990：印度尼西亚，日本
- 1991：卢森堡
- 1993：墨西哥，文莱，泰国，澳门
- 1996：菲律宾
- 1997：韩国
- 2006：印度
- 2016：摩洛哥，中国（计划扩张），斯里兰卡

## 商品
- 茶树精油
- VE眼霜
- 沐浴露
- 香水
- 噴髮膠
- 身体霜
- 洗髮露

## 在中國大陸的争议
从2008年起，有中國大陸网民不断在各社交网络中发帖称，美体小铺的网站宣称其“致力于促进以恢复西藏人权为目的的非暴力活动”，也就是所谓的“支持藏独”。
据《卫报》网络版报道，2014年3月英国的一个消费者权益组织Choice声称，美体小铺在中国大陆的免税店出售产品，因此有可能被中国当局抽样检查，而这可能会与美体小铺“反对动物实验”的宗旨相违背。据报道，虽然机场出售的免税商品无需进行动物实验，但是免税产品仍然被被随机抽样检查，其中就可能包括动物实验。随后美体小铺发表声明，否认出售后的产品曾经被中国当局用于动物实验。